# 梅渓院
梅渓院（ばいけいいん、慶長11年（1606年） - 寛永5年7月26日（1628年8月25日））は、福岡藩藩主・黒田忠之の正室。名は久姫。

## 生涯
関宿藩藩主・松平忠良の次女として生まれる。母は酒井家次の娘。
第2代将軍徳川秀忠の養女として、元和8年（1622年）1月20日、黒田忠之に嫁いだ。
寛永5年（1628年）7月26日、死去。享年23。法名は天秀妙貞梅渓院。
興雲寺（祥雲寺）に葬られた。